# Alfred Lenz
Alfred Lenz (16. ledna 1832 Neunkirchen – 26. listopadu 1907 Weidlingau) byl rakouský průmyslník a politik z Dolních Rakous, v 2. polovině 19. století poslanec Říšské rady.

## Biografie
V roce 1852 absolvoval polytechniku ve Vídni. Po dvouleté praxi v Belgii a Francii nastoupil roku 1854 jako inženýr do státních služeb. Působil nejprve v letech 1855–1857 u Rakouských státních drah na Semmeringu. Podnikl studijní cesty do Anglie a Švédska, kde se seznamoval s železničními záležitostmi a rovněž poznával železářský a ocelářský průmysl. V roce 1859 převzal po otci po návratu do Rakouska vedení slévárny. Roku 1866 postavil spolu s bratrem ve Vídni slévárnu železa a dílny pro výrobu zbraňových komponentů. V roce 1894 získal i slévárnu v Traisenu. Ve svém vídeňském podniku vyráběl první rakouské bicykly.
Byl aktivní i veřejně a politicky. Od roku 1866 zasedal ve Vídeňské obecní radě. Roku 1867 byl zvolen na Dolnorakouský zemský sněm, kde zasedal až do roku 1878. Zemský sněm ho roku 1868 delegoval i do Říšské rady (celostátní parlament, volený nepřímo zemskými sněmy) za kurii venkovských obcí v Dolních Rakousích. 17. října 1868 složil slib. Opětovně byl zemským sněmem do Říšské rady vyslán roku 1870 a 1871. Do vídeňského parlamentu se vrátil ve volbách do Říšské rady roku 1879, nyní za městskou kurii, obvod Vídeň, III. okres.
Stranicky se profiloval jako německý liberál (takzvaná Ústavní strana, liberálně a centralisticky orientovaná, odmítající federalistické aspirace neněmeckých etnik). V parlamentu roku 1879 navrhl zřízení sítě poštovních spořitelen v Rakousku, což bylo pak roku 1882 realizováno. Na Říšské radě se v říjnu 1879 uvádí jako člen staroněmeckého Klubu liberálů (Club der Liberalen).
V roce 1888 byl povýšen do šlechtického stavu. Jeho syn Guido von Lenz byl rovněž činný v průmyslovém podnikání.